# Adrián Marcos Fernández
Adrián Marcos Antonio Fernández (Avellaneda, 20 maggio 2001) è un calciatore argentino, centrocampista del Racing Club in prestito dal San Telmo.

## Carriera
Cresciuto nel settore giovanile del San Telmo, ha debuttato in prima squadra il 1º settembre 2019 nell'incontro di Primera B Metropolitana perso 1-0 contro l'UAI Urquiza. Nel gennaio del 2021 è passato in prestito al Colegiales dove ha giocato 33 incontri segnando una rete.
Rientrato al San Telmo ha iniziato a giocare con maggior frequenza divenendo titolare fisso nel corso del 2023. Il 9 agosto 2024 è stato ceduto in prestito al Peñarol, club della prima divisione uruguaiana, e sei giorni dopo ha fatto il suo esordio nell'incontro di Coppa Libertadores vinto 4-0 contro il The Strongest. A fine stagione dopo aver vinto il campionato uruguaiano (in cui ha giocato 2 partite) è rientrato in Argentina ed il 31 gennaio 2025 è stato prestato al Racing Club, club di prima divisione.

## Statistiche

### Presenze e reti nei club
Statistiche aggiornate al 14 aprile 2025.
| Stagione        | Squadra         | Campionato      | Campionato | Campionato | Coppe nazionali | Coppe nazionali | Coppe nazionali | Coppe continentali | Coppe continentali | Coppe continentali | Altre coppe | Altre coppe | Altre coppe | Totale | Totale | Totale |
| Stagione        | Squadra         | Comp            | Pres       | Reti       | Comp            | Pres            | Reti            | Comp               | Pres               | Reti               | Comp        | Pres        | Reti        | Pres   | Reti   |        |
| --------------- | --------------- | --------------- | ---------- | ---------- | --------------- | --------------- | --------------- | ------------------ | ------------------ | ------------------ | ----------- | ----------- | ----------- | ------ | ------ | ------ |
| 2019-2020       | San Telmo       | PBM             | 7          | 0          | CA              | 0               | 0               | -                  | -                  | -                  | -           | -           | -           | 7      | 0      |        |
| 2021            | San Telmo       | PBN             | 4          | 0          | CA              | 0               | 0               | -                  | -                  | -                  | -           | -           | -           | 4      | 0      |        |
| 2021            | Colegiales      | PBM             | 11         | 0          | CA              | 0               | 0               | -                  | -                  | -                  | -           | -           | -           | 11     | 0      |        |
| 2022            | Colegiales      | PBM             | 22         | 1          | CA              | 0               | 0               | -                  | -                  | -                  | -           | -           | -           | 22     | 1      |        |
| 2023            | San Telmo       | PBN             | 28         | 1          | CA              | 0               | 0               | -                  | -                  | -                  | -           | -           | -           | 28     | 1      |        |
| 2024            | San Telmo       | PBN             | 25         | 4          | CA              | 0               | 0               | -                  | -                  | -                  | -           | -           | -           | 25     | 4      |        |
| 2024            | Peñarol         | PD              | 2          | 0          | CU              | 0               | 0               | CL                 | 1                  | 0                  | -           | -           | -           | 3      | 0      |        |
| 2025            | Racing Club     | PD              | 4          | 0          | CA              | 0               | 0               | CL                 | 0                  | 0                  | RS          | 0           | 0           | 4      | 0      |        |
| Totale carriera | Totale carriera | Totale carriera | 102        | 6          |                 | 0               | 0               |                    | 1                  | 0                  |             | 0           | 0           | 103    | 6      |        |

## Palmarès

### Club

#### Competizioni nazionali
- Campionato uruguaiano: 1

Peñarol: 2024

#### Competizioni internazionali
- Recopa Sudamericana: 1

Racing Club: 2025